# Кохан Володимир
Володимир Кохан (пол. Wołodymyr Kochan; 4 грудня 1898, Тудорковичі — 13 червня 1966, Вінніпег, Манітоба, Канада) — український громадський діяч, хлібороб, депутат 2-го та 3-го скликань Польської Республіки (1918—1939). У 1928–1933 рр. член ЦК Українського національно-демократичного об'єднання (УНДО). 1933 року він залишив партію і склав депутатський мандат. Батько Івана Кохана.

## Життєпис
Селянин. Під час Першої світової війни служив в австро-угорській армії. З листопада 1918 р. в Українській Галицькій Армії, на польсько-українській війні командир одного з підрозділів, узятий у польський полон, через дев'ять місяців звільнений.
У Польській Республіці був хліборобом у Садоковицях Сокальського повіту, директором Українського банку в Сокалі, кооперативним діячем. Член Української національно-трудової партії (УНР), з 1925 р. член УНДО (заступник голови окружного Крайового комітету в Сокальському повіті). Активіст «Просвіти» та гімнастично-пожежного товариства «Луг».
На парламентських виборах 1928 року був обраний депутатом Сейму Республіки Польща на другий термін від списку Блоку національних меншин (№ 18) від округу № 51 (Львів). Член делегації УНДО та Української парламентської репрезентації на XXV сесії Міжпарламентського Союзу в серпні 1928 р.
15 жовтня 1930 р. був заарештований під час передвиборчої кампанії перед виборами до Сейму та Сенату в листопаді 1930 р. (так звані «Брестські вибори») за звинуваченням у державній зраді та порушенні громадського спокою. 17–22 лютого 1931 р. у Львові відбувся суд, на якому його звинуватили у державній зраді, яку він нібито вчинив під час тринадцяти парламентських мітингів у 1928—1929 рр. Суд присяжних виправдав Кохана. Прокурор подав касаційну скаргу на вирок до Верховного Суду, який своєю постановою від 7 вересня 1931 року знайшов підстави для повторного розгляду справи. Кохана засудили до чотирьох місяців ув'язнення із зарахуванням часу перебування під вартою та звільнили. 30 жовтня 1930 року за перешкоджання руйнуванню православної церкви в Павловичах 3 серпня 1929 р. судом у Грубешові був засуджений на один рік ув'язнення. Його захисник Степан Баран подав апеляцію на вирок. 5 березня 1931 р. Апеляційний суд у Замості скасував вирок і Кохана звільнили.
21 квітня 1931 року у Володимирі-Волинському розпочався черговий суд, на якому його звинуватили в опорі рішенню про розгін мітингу в Устилузі (у червні 1930 року) та образі представника влади. 16 липня 1930 р. прокурор звернувся до сейму з проханням дозволу висунути звинувачення проти Кохана, але депутати не встигли прийняти відповідну резолюцію до закінчення повноважень. 17 вересня 1931 року суд у Володимирі-Волинському засудив Кохана до трьох тижнів арешту за образу посадової особи під час мітингу в Устилузі.
У 1932 р. належав до опозиційної фракції в УНДО навколо Дмитра Паліїва, виступаючи проти будь-яких компромісів з Польщею. Підписав декларацію опозиційної групи, подану наприкінці 4-го з'їзду УНДО в березні 1932 року. Він був єдиним членом Української парламентської репрезентації з опозиції, який разом з Паліївим вийшов з лав УНДО. Він склав депутатський мандат і разом з Палієвим почав створювати Фронт національної єдності (ФНЄ). Під час першого з'їзду ФНЄ він був обраний до політичної колегії організації.
Під час Другої світової війни у 1940–42 — директор Українського банку в місті Ярослав із філією в Кракові. У 1940-44 член дирекції Центробанку. Після війни генеральний секретар Українського координаційного комітету в Баварії.
У 1948 році він виїхав до Канади. У період з 1948 по 1966 роки обіймав посаду виконавчого директора Конгресу Українців Канади, де керував усіма масштабними проєктами, що здійснювалися під егідою цієї організації, зокрема встановленням пам'ятника Тарасу Шевченку у Вінніпезі. Також був директором Українського канадського допомогового фонду, а згодом — Суспільної служби українців Канади та Української канадської фундації імені Тараса Шевченка. Він був одним із засновників та очільників Світового конгресу вільних українців. Є автором численних публікацій в українській галицькій та діаспорній пресі.